# Nova vas pri Mokricah
Nova vas pri Mokricah este o localitate din comuna Brežice, Slovenia, cu o populație de 202 locuitori.